# Росинтер
«Росинтер» — российская компания, оператор сети ресторанов, основанная в 1990 году в Москве. Входит в корпорацию «Ростик Групп».

## История
Компания работает на ресторанном рынке с 1990 года, с 2004 года носит название «Росинтер Ресторантс Холдинг». Название «Росинтер» является акронимом для «Ресторанная объединённая сеть и новейшие технологии евроамериканского развития».

## Собственники и руководство
Номинальный владелец компании — Rig Restaurants Limited (Кипр). Фактический владелец — Ростислав Ордовский-Танаевский Бланко. В мае 2007 года компания провела IPO, разместив на рынке 26 % акций и выручив за них около $100 млн. Капитализация компании по итогам размещения составила $384 млн.
Президентом ОАО «Росинтер Ресторантс Холдинг» является Костеева Маргарита Валерьевна.

## Деятельность
ОАО «Росинтер Ресторантс Холдинг» позиционирует себя как оператора в сегменте семейных ресторанов (casual dining restaurants) в России и СНГ. В марте 2020 года число заведений сети насчитывало 250 ресторанов, но в условиях пандемии COVID-19 из них работали только 30.
Компания предлагает блюда итальянской, японской и американской кухни в ресторанах, работающих под собственными товарными знаками «IL Патио» (ранее «Патио пицца»), «Шикари» (паназиатская кухня), «Американский Бар и Гриль» (американская кухня), «Мама Раша» (русская кухня) и «Планета Суши» и под товарным знаком T.G.I. Friday’s, используемым по системе франчайзинга. «Росинтер» также развивает и управляет по системе франчайзинга сетью кофеен Costa Coffee. Акции «Росинтер Ресторантс Холдинг» котируются на Московской бирже ММВБ-РТС (rts.micex.ru) под тикером ROST.
В марте 2012 года «Росинтер» стал франчайзи McDonald's, предполагая открывать рестораны сети на вокзалах и в аэропортах.
Чистая выручка холдинга в 2007 году увеличилась на 22,7 % и составила 268,2 млн долларов США по сравнению с 218,6 млн долларов США в 2006 году. Чистая прибыль компании выросла на 665,9 % и составила 6 млн долларов США в сравнении с 0,8 млн долларов США в 2006 году. Рентабельность по чистой прибыли составила 2,2 % по сравнению с 0,4 % в 2006 году.
Как следует из отчета организации, составленного по МСФО, в 2016 году выручка «Росинтера» составила 7,207 миллиарда рублей (что стало на 6,1 % меньше по сравнению с предыдущим годом), а валовая прибыль составила 1,062 миллиарда рублей (выросла на 2,3 % по сравнению с 2015 годом). Выручка корпоративных ресторанов сети составила 6,977 миллиарда рублей (уменьшилась на 6,5 % по сравнению с 2015 годом), а выручка от франчайзинга составила 161,712 миллиона рублей (показала рост на 0,1 %).
В ноябре 2020 года в условиях пандемии COVID-19 было объявлено, что «Росинтер» присоединился к системе регистрации посетителей своих заведений с помощью QR-кодов.

### Рейтинговые оценки
Рейтинговое агентство АКРА в 2025 году присвоило ПАО «Росинтер Ресторантс Холдинг» рейтинговую оценку BB+(RU) со стабильным прогнозом.

## Инциденты
В 2014 году издательством «Известия» был подан иск в Арбитражный суд Москвы к «Росинтеру» по поводу взыскания арендной платы за рестораны в здании на Пушкинской площади в Москве. В своем иске издательство потребовало расторжение договора аренды и выселения этих ресторанов из принадлежащего ему здания, поскольку «Росинтер Ресторантс» был освобожден от арендной платы, в связи с реконструкцией здания, но в то же время продолжал пользоваться помещениями, в которых расположились рестораны, не выплачивая арендную плату. Арбитраж Москвы удовлетворил требования издательства, но в ходе рассмотрения апелляции дело в итоге закончилось заключением мирового соглашения.
В ноябре 2021 года стало известно, что управление ФАС по Московской области возбудило дело в отношении «Росинтер Ресторантс Холдинг» по поводу завышения цен в кафе и ресторанах сети на территории аэропорта «Шереметьево», которые оказались существенно выше, чем в Москве.